# 三氟甲磺酸铪
三氟甲磺酸铪是一种无机化合物，理想化学式为Hf(OSO2CF3)4，或写作Hf(OTf)4。三氟甲磺酸铪主要用作含杂质混合物，有催化的用途。铪(IV)的离子半径大约介于其他离子的中间（Al < Ti < Hf < Zr < Sc < Ln），也具有4族元素特有的强亲氧力。与前体四氯化铪（HfCl4）相比，这个固体是较强的路易斯酸，因为它的四个三氟甲磺酸基团吸引电子的能力很强。因此，它是良好的路易斯酸，有许多用途，包括亲电芳香取代和亲核取代反应中低路易斯酸的装载的优良催化剂。

## 制备
1995年，这个化合物首次由Kobayashi团队制备，过程是将HfCl4和三氟甲磺酸反应。这个固体在空气中稳定，容易处理，而且可以在市面上购得。